# Imagine Me There
Imagine Me There è una traccia dell'album Ringo Rama di Ringo Starr, pubblicato nel 2003. Composta dal batterista, da Mark Hudson e da Gary Burr, nello stesso anno è stata pubblicata su un singolo radiofonico dalla Koch Records. Nella registrazione del pezzo figura l'assolo di chitarra suonato da Eric Clapton e la parte di contrabbasso del musicista jazz Charlie Hayden. Di Ringo, il jazzista disse che era una grande persona, cosa che si "vede nel suo stile musicale", anche perché non fa distinzione fra i generi. Il testo parla di situazioni negative, nelle quali la persona a cui è rivolto il pezzo deve immaginare il protagonista assieme a lui; nei versi finali, c'è una breve riflessione sulla vita. Su YouTube, Imagine Me There viene utilizzata per un video-tributo nei confronti di John Lennon, in occasione del suo compleanno.

## Tracce singolo
1. Imagine Me There (Richard Starkey, Mark Hudson, Gary Burr)
2. Ringo on "Imagine Me There"